# Los pajaritos
Los pajaritos es un mediometraje realizado para televisión, de 37 minutos de duración, estrenado el 21 de enero de 1974 en La 1 de Televisión española.

## Argumento
En un Madrid invadido por la contaminación, los pájaros comienzan a desaparecer ante una atmósfera que no resisten. Una pareja de ancianos (Julia Caba Alba y José Orjas), están decididos a poner fin a esa situación y salvar las aves. Finalmente, se verán abocados a abandonar la gran ciudad en busca de tierras más saludables.

## Premios
El telefilme fue galardonado en el XIV Festival de Televisión de Montecarlo.